# IC 1769
IC 1769 — галактика типу Sbc (компактна витягнута спіральна галактика) у сузір'ї Піч.
Цей об'єкт міститься в оригінальній редакції індексного каталогу.